# Bullet in the Head
Bullet in the Head es una película de acción del director John Woo de 1990. El título original es Die xue jie tou. Esta película es una de las últimas películas de John Woo que se produjo en Hong Kong antes de ir a Hollywood y hacer películas como Mission: Impossible 2 o Face/Off . 

## Argumento
Desde que el joven Ben mató al líder de una banda en defensa propia en el Hong Kong de 1967, él y sus mejores amigos Frank y Tom tuvieron que huir. Los tres llegan a Vietnam, donde la guerra esta en pleno apogeo. Cuando intentan vender armas de contrabando hay un tiroteo salvaje y consiguen robar una caja de oro. Tom, Ben y Frank pueden huir al principio, pero luego son hechos prisioneros en Vietnam del Norte. Allí se les preguntan sobre el origen del oro. Los guardias del campo son extremadamente crueles y obligan a los prisioneros a dispararse los unos a los otros. Cuando se supone que Frank debe matar a Ben, pueden liberarse y son salvados por las tropas estadounidenses. Frank recibe un disparo mientras huye. Tom, arrastrando el oro con codicia, le dispara a Frank en la cabeza en lugar de ayudarlo. Sin embargo, Frank no muere, sino que se salva y desde entonces vive una vida como un adicto a las drogas, ya que el cuerpo extraño no podía ser removido de su cabeza y no podía soportar el dolor asociado a él sin tomar calmantes. Para obtener dinero, comete homicidios. Ben, que no puede soportar ver a Frank en esta condición, lo mata para aliviarlo de su sufrimiento y luego encuentra y mata al traidor Tom. 

## DVD
Los operadores de cine de Hong Kong acortaron la película en 28 minutos. La película está disponible en Europa en varias versiones en DVD.
La versión completa (inglés con subtítulos en chino) fue presentada por el biógrafo de Woo Thomas Gaschler en 1991 en el festival de cine Weekend of Fear en Núremberg, así como en el cine taller de Munich y en el Museo de Cine de Munich.

## Premios y nominaciones
Hong Kong Film Awards 1991
- Premio de Cine de Hong Kong en la categoría de Mejor Edición de Cine para John Woo
- Nominación al mejor actor por Jacky Cheung
- Nominación en la categoría de Mejor fotografía por Ardy Lam, Wilson Chan, Wing-Hung Wong y Chai Kittikum Som
- Nominación al mejor director por John Woo

## literatura
- –MAERZ– (Axel Estein): "Bullet In The Head - Beschleunigungsmasse." In: Splatting Immage, # 6, März 1991
- zur Entstehung und Kritik des Films siehe: Thomas Gaschler & Ralph Umard: Woo. Verlag Belleville, München 2005, ISBN 3933510481.